# Stipetić
Stipetić je hrvatsko prezime. Dolazi od hrvatskoga osobnog imena Stipe, jedne od inačica hrvatskoga osobnog imena Stjepana.

## Osobe s prezimenom Stipetić
- Blanda Stipetić (1889. – 1945.), hrvatska katolička redovnica, žrtva jugoslavenskog komunističkog režima
- Marijan Stipetić (1930. – 2011.), hrvatski plivač i državni reprezentativac u plivanju slobodnim stilom
- Mislav Stipetić (19**. – ****.), hrvatski plivač i državni reprezentativac u plivanju slobodnim stilom
- Petar Stipetić (1937. – 2018.), hrvatski general
- Vid Stipetić (1937. – 2011.), hrvatski admiral
- Vladimir Stipetić (1928. – 2017.), hrvatski ekonomist i akademik
- Werner Herzog Stipetić (1942. – ), njemački scenarist, redatelj, glumac i redatelj opere